# Laave
Laave (niederdeutsch Laav) ist ein Dorf im Ortsteil Kaarßen der Gemeinde Amt Neuhaus in Niedersachsen.

## Geographie
Der Ort liegt fünf Kilometer nördlich von Hitzacker. 500 Meter nordöstlich verläuft die Rögnitz.

## Geschichte
Für das Jahr 1848 wird angegeben, dass Laave 25 Wohngebäude hatte, in denen 248 Einwohner lebten. Zu der Zeit war der Ort nach Kaarßen eingepfarrt, die Schule befand sich im Ort. Am 1. Dezember 1910 hatte Laave im Kreis Bleckede 305 Einwohner. Im Rahmen der Gebietsänderungen in Mecklenburg wurde Laave am 1. Juli 1950 nach Kaarßen eingemeindet. Nach der deutschen Wiedervereinigung wechselte der Ort am 30. Juni 1993 aus Mecklenburg-Vorpommern nach Niedersachsen in den Landkreis Lüneburg. Am 1. Oktober 1993 wurde Kaarßen mit Laave in die Gemeinde Amt Neuhaus eingemeindet.